# Área metropolitana de Casper
El Área Estadística Metropolitana de Casper, WY MSA, como la denomina oficialmente la Oficina de Administración y Presupuesto, es un Área Estadística Metropolitana que abarca únicamente el condado de Natrona, en el estado estadounidense de Wyoming. Tiene una población de 75.450 habitantes según el Censo de 2010, convirtiéndola en la 364.º área metropolitana más poblada de los Estados Unidos.

## Principales comunidades del área metropolitana
Ciudad principal o núcleo
- Casper